# Gjekë Marinaj
Gjekë Marinaj (ur. 21 maja 1965 we wsi Brruti koło Rrapsh-Starja) – albańsko-amerykański poeta, tłumacz, krytyk literacki i wydawca.

## Życiorys
Urodził się w rejonie Malësia e Madhe w północnej Albanii. Po ukończeniu szkoły średniej w Szkodrze, w 1986 kształcił się w zakresie dziennikarstwa we Wlorze. Pisał w tym okresie do popularnych czasopism młodzieżowych – Zeri i Rinisë (Głos Młodzieży), Luftëtari (Bojownik) oraz Vullnetari (Ochotnik).
Pierwsze utwory publikował w okresie studiów. W sierpniu 1990 opublikował wiersz Kuajt (Konie) w czasopiśmie Drita (Światło). Liczący 22 wersy utwór stanowił zakamuflowaną krytykę systemu komunistycznego. Ostrzeżony w porę przed aresztowaniem uciekł w nocy w góry i 12 września 1990 przekroczył nielegalnie granicę z Jugosławią. Władze Jugosławii umieściły go w obozie dla uchodźców Padinska Skela w Belgradzie. W czerwcu 1991 r. wyemigrował do Stanów Zjednoczonych i zamieszkał w San Diego.
Studia z zakresu literatury ukończył na Uniwersytecie Teksańskim w Dallas. Prowadzi zajęcia z literatury światowej w Richland College. Jest także przewodniczącym Albańsko-Amerykańskiego Związku Pisarzy i wydawcą dwujęzycznego pisma Pena International. W roku 2006 opublikował w Tiranie antologię poezji amerykańskiej, we własnym tłumaczeniu. Zajmuje się także teorią literatury. W 2012 uzyskał doktorat na Uniwersytecie Teksańskim, na podstawie rozprawy „Oral Poetry in Albanian and Other Balkan Cultures: Translating the Labyrinths of Untranslatability”.
Mieszka w Richardson, ze swoją żoną Dusitą.

## Twórczość literacka

### Poezja
- Mos më ik larg (Nie odchodź daleko ode mnie), Tirana 1995
- Infinit (Nieskończenie), Dallas 2000.
- Lutje në ditën e tetë të javës (Modlitwy w ósmym dniu tygodnia), Prishtina, 2008
- Paradigma e parajsës: poezi për dashurinë, Prishtina 2022.

### Proza i krytyka literacka
- Ca gjëra nuk mund të mbeten sekret (Pewne rzeczy nie mogą być skrywane w tajemnicy), New York 2007.
- Protonizmi: Nga teoria në praktikë (Protonizm: Od teorii do praktyki), Tirana 2011.

## Wywiady
- Ana tjetër e pasqyrës (Po drugiej stronie lustra), Dallas, 2003

## Przekłady
- Poezia bashkëkohore amerikane: antologji (Współczesna poezja amerykańska: antologia), Tirana 2006
- Sung Across the Shoulder: The Heroic Poetry of Illyria (Marinaj i Frederick Turner), Dallas, 2011
- Occurrence on earth, Dallas, 2011
- Vendi i pazbuluar: sonatat e një shtegtari, Tiranë, 2011
- Në Shpellën e Platonit, Dallas. 2006
- Poezia Amerikane, Tirana, 2006
- Ora e Paqes, Dallas, 2005

## Nagrody i wyróżnienia
W 2008 został uhonorowany Nagrodą Pjetëra Arbnoriego, przyznawaną przez albańskie ministerstwo kultury.